# ジェイコブ・ストックデイル
ジェイコブ・ストックデイル（Jacob Stockdale、1996年4月3日 - ）は、ユナイテッド・ラグビー・チャンピオンシップ、アルスターに所属するラグビーユニオン選手。

## プロフィール
- 北アイルランド・ラーガン出身。
- ポジションはウィング(WTB)、センター(CTB)、フルバック(FB)。
- 身長 191cm、体重 103kg
- U20アイルランド代表に選ばれたことがある[1]。
- アイルランド代表キャップは35（2022年12月現在）でラグビーワールドカップ2019のアイルランド代表に選ばれた[2]。

## 略歴
2016年、アルスターに加入。 